# Солёное (озеро, Батайск)
Солёное — озеро в России, в городе Батайске Ростовской области (ранее — гидрокарьер Батай).
Расположено южнее Ростова-на-Дону, ближе к Восточному шоссе, огибающему Батайск. Относится к бассейну реки Койсуг.
Озеро образовалось искусственно в результате человеческой деятельности. Когда-то отсюда вывозили песок, со временем котлован заполнился водой из подземных родников и образовался водоем. Несмотря на то, что озеро наполняется родниками, на вкус его вода солёная. Здесь водятся ракообразные и рыба.

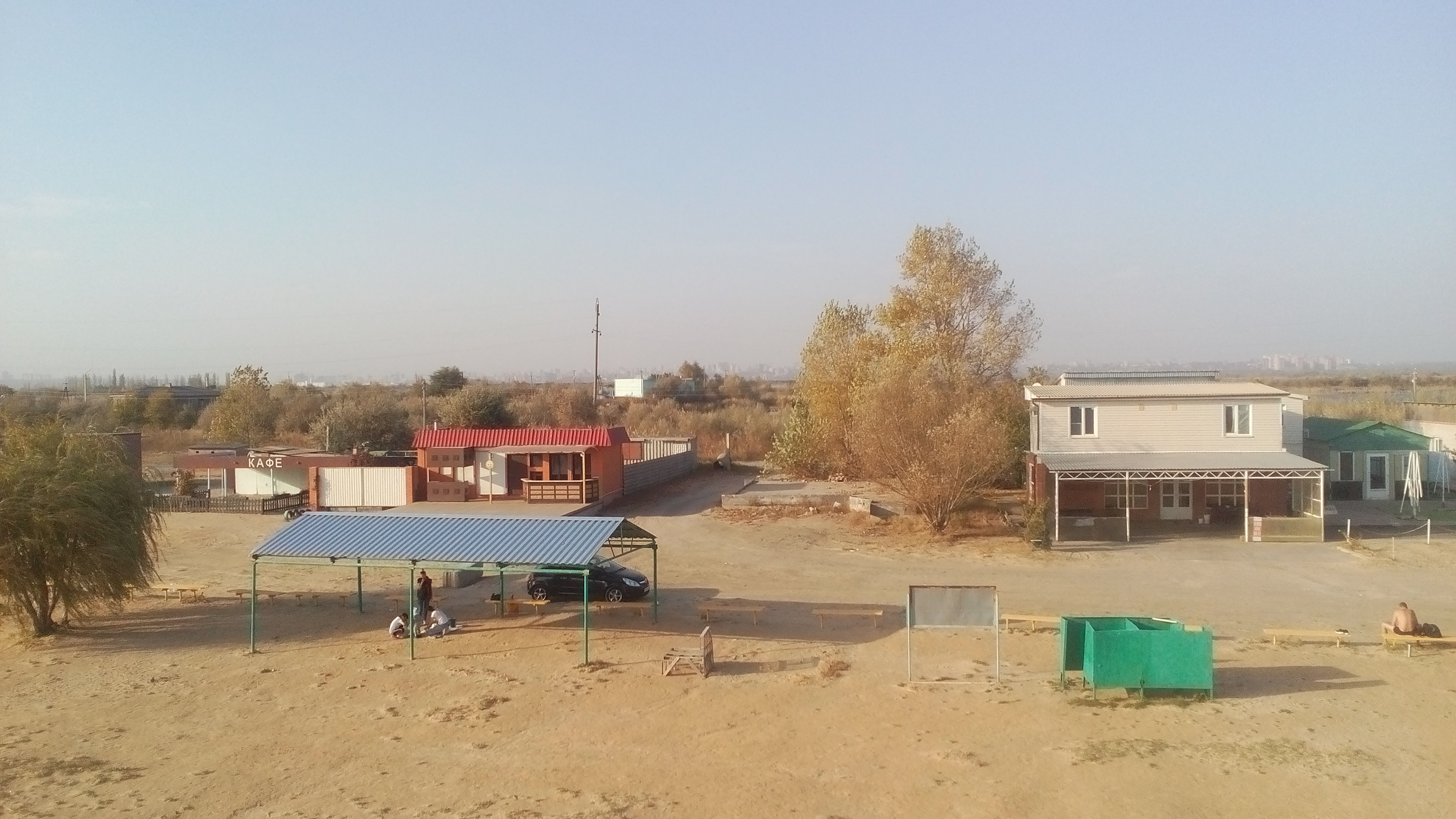
Инфраструктура озера

Вода в водоёме чистая, без водорослей, летом хорошо прогревается. Дно песчаное, встречаются мелкие ракушки. Вокруг озера мало растительности — имеются только редкие кустарники и деревья — ивы; восточный берег зарос камышом. Длина береговой линии составляет 1800 метров, ширина пляжа простирается до 100 метров, глубина водоёма достигает 5 метров.
Въезд на озеро — с Восточного шоссе. Территория, прилегающая к озеру, благоустроена, имеются кафе, лавочки и раздевалки. Соленое озеро является популярным местом отдыха не только батайчан, но и жителей Ростова-на-Дону. Рядом в 2014 году был построен аквапарк «ДонПарк» компании «АкваИнвестПроект», закрытый в 2020 году из-за банкротства собственника (по иску от «Московского индустриального банка»). Выставленный на торги аквапарк в июле 2022 года выкупил собственник «Нахичеванского рынка» Роман Геворкян. 2 июля 2023 года аквапарк с новым именем «Южный» заработал.

Аквапарк
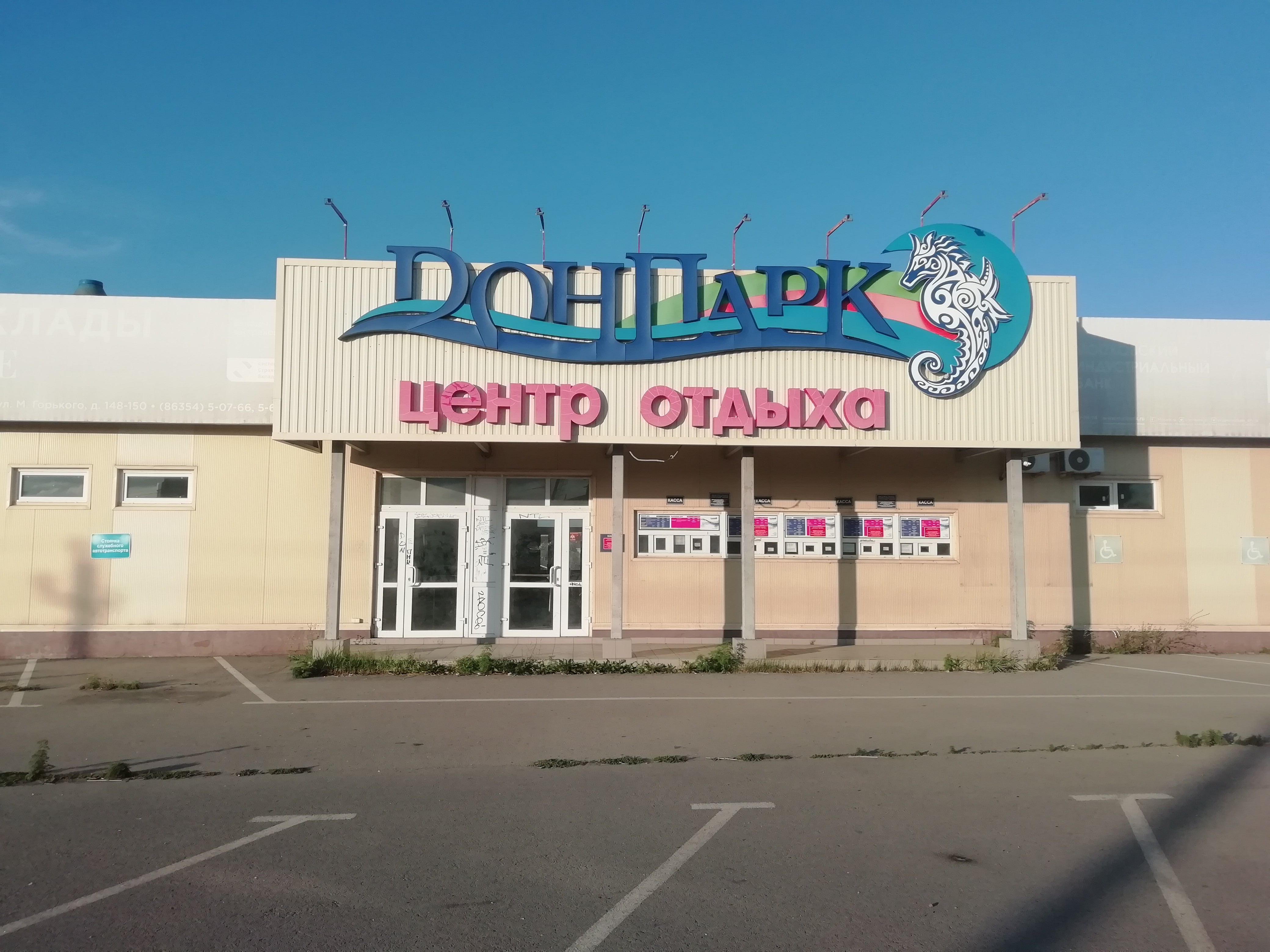
«ДонПарк»
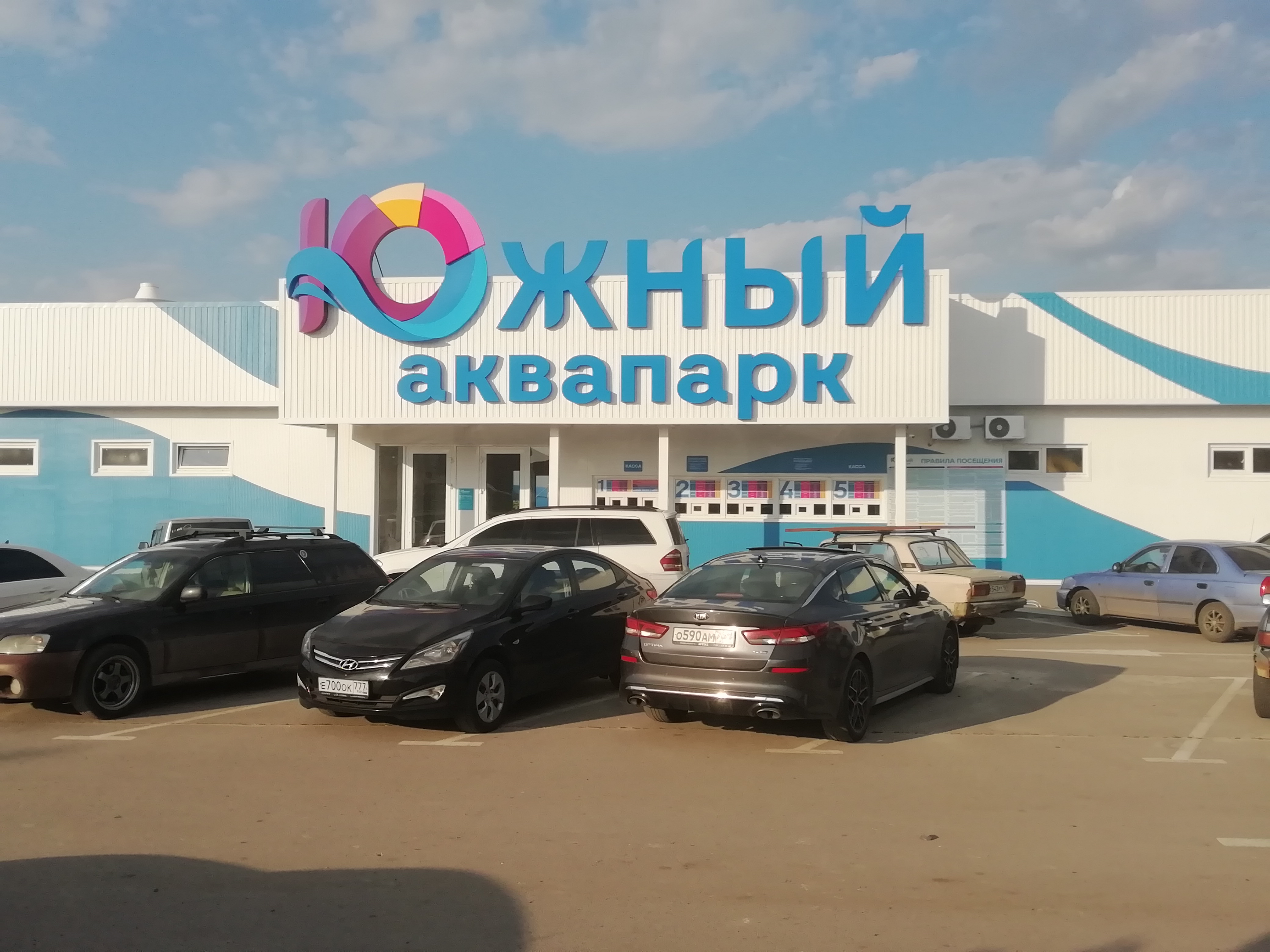
«Южный»

Рядом с аквапарком находятся магазин «Пятёрочка» и ресторан «Вкусно — и точка» (открылся в 2022 году вместо «Макдональдс»). Напротив — пешеходный переходной мост над Восточным шоссе в Батайск.